# Luís Silvestre Gomes Coelho
Luís Silvestre Gomes Coelho (Sobral, 10 de abril de 1883 — Rio de Janeiro, 5 de julho de 1952) foi um coronel do Exército Brasileiro e governador do Território do Acre.

## Biografia
Luís Silvestre Gomes Coelho nasceu na Fazenda São Félix, no município de Sobral, no Ceará, 10 de abril de 1883. Era filho de José Silvestre Gomes Coelho (1846-1931) e de Isabel Rodrigues dos Santos Coelho.
Em 10 de abril de 1902 ingressou na Escola Militar do Brazil, almejando a carreira de oficial no Exército Brasileiro. Em novembro de 1904, o então alferes-aluno do 6º batalhão de artilharia tomou parte na Revolta da Vacina, tendo sido preso após debelado o movimento, porém, foi anistiado no ano seguinte. Em 1906, com a extinção daquela Escola Militar, retomou os estudos na Escola de Guerra de Porto Alegre. Em dezembro de 1907 graduou-se na arma da infantaria e foi declarado aspirante a oficial. Em 29 de maio de 1908 foi promovido a 2º tenente. Em 1910 retomou o curso geral, interrompido em 1904, na Escola Militar de Artilharia e Engenharia do Realengo. Em 21 de fevereiro de 1912, após pedido, foi transferido da arma da infantaria para a da engenharia, concluindo o curso geral nessa arma em abril daquele ano. Em 18 de dezembro de 1912 passou a 1º tenente. Em 21 de julho de 1919 chegou ao posto de capitão. Em 29 de março de 1926 foi graduado a major. Em 4 de outubro de 1934 foi promovido a tenente-coronel, por antiguidade. Em 24 de dezembro de 1940 foi promovido a coronel. Em 21 de maio de 1942 passou para a reserva militar de primeira classe. Ao longo de sua carreira distinguiu-se no desempenho de vários postos e comissões na área da engenharia, dentre as quais, a de Chefe da Comissão de Compras da Diretoria de Engenharia do Exército; comandante do 2º Batalhão Ferroviário à frente da construção da ferrovia Rio Negro-Bento Gonçalves; no 4º Batalhão de Engenharia, chefe da comissão construtora da rodovia Piquete-Itajubá entre os Estados de São Paulo e Minas Gerais; no 1º Batalhão de Pontoneiros chefiou a construção de diversas pontes pelo país; chefiou ainda importantes obras no campo de manobras de Gericinó; e ainda acumulou experiência na construção de diversas rodovias pelo país, tendo comandado várias unidades de Engenharia do Exército.
Em 1932 era subcomandante do 6º Batalhão de Engenharia de Aquidauana, então cidade do Estado do Mato Grosso. Em 8 de julho, com a saída do coronel Oscar Saturnino de Paiva do comando do batalhão, por este ter assumido o comando interino da Circunscrição Militar do Mato Grosso, o major substituiu o coronel naquele posto. Dois dias depois foi deflagrada na cidade de Campo Grande a Revolução Constitucionalista no Estado do Mato Grosso, em adesão à insurreição deflagrada em São Paulo no dia anterior. Com isso, houve mobilização de tropas do Exército, da Força Pública e voluntários pelo interior do Estado para garantir o controle sobre o território sul do estado contra a ofensiva das tropas governistas, a partir das cidades de Coxim e Corumbá, em virtude das tropas e lideranças políticas de Cuiabá não terem aderido ao levante, o que resultou na emancipação da região sul do Estado, que passou então a ser denominada de Estado de Maracaju, consumando um desejo antigo dos sul-mato-grossenses. O major Silvestre Coelho, tendo aderido ao levante, participou das tomadas das cidades de Bela Vista e Ponta Porã, que ocorreram sem confrontos sérios em virtude da adesão à Revolução do 10º e 11º Regimentos de Cavalaria Independente. Em agosto de 1932 chefiou da tomada de Corumbá, consumada por um contingente rebelde composto pelo 18º Batalhão de Caçadores de Campo Grande sob comando dos tenentes Simão e Laroque, seções do 6º Batalhão de Engenharia de Aquidauana comandados pelos tenentes Moreira e Tourinho, um esquadrão do 10º R.C.I. de Bela Vista comandado pelo capitão Alcides Alvares da Silva, além de numerosos civis armados, que enfrentaram a tropa governista composta pelo 17º Batalhão de Caçadores de Corumbá, uma Brigada Policial do Rio Grande do Sul, além de civis armados. Em meados de setembro participou dos violentos combates para a tomada de Porto Murtinho, o último reduto das tropas federais na região sul do Estado, uma luta que foi desdobramento dos combates iniciados no mês anterior em Corumbá. Por conta de sua adesão à Revolução foi considerado desertor pelo Exército Brasileiro.
Com o fim da Revolução Constitucionalista no sul do Mato Grosso, em 25 de outubro de 1932, foi preso pelas tropas federais e ficou detido por cerca de um mês no quartel do Exército em Campo Grande. Em 14 de novembro daquele ano foi enviado para o Presídio do Meyer, no Rio de Janeiro, então capital federal, junto aos demais líderes revolucionários do Mato Grosso. Em 30 de novembro foi enviado para o exílio político em Portugal pelo vapor Raul Soares, na segunda leva de deportados, ao lado de outros líderes militares como os coronéis Nicolau Bueno Horta Barbosa, Adolpho da Cunha Leal, Francisco Jaguaribe de Mattos e Oscar Saturnino de Paiva. Retornou ao Brasil em 1933, após autorização especial do governo. Em maio de 1934 foi anistiado e em agosto daquele ano revertido ao serviço ativo do Exército Brasileiro, com todos os direitos e regalias. Entre janeiro de 1938 e fevereiro de 1939 comandou o 4º Batalhão de Engenharia.
Em 17 de setembro de 1942, o então coronel do Exército foi nomeado governador do então território do Acre, permanecendo no cargo até 22 de fevereiro de 1946, quando então foi sucedido pelo major do Exército José Guiomard dos Santos.
Faleceu em 5 de julho de 1952, na cidade do Rio de Janeiro, após enfrentar longa enfermidade. Foi sepultado no mesmo dia no Cemitério São João Batista. Era casado com Isolete Gomes Coelho, senhora de tradicional família cearense, com quem teve vários filhos.